# HMS Bulwark (1899)
O HMS Bulwark foi um couraçado pré-dreadnought operado pela Marinha Real Britânica e a segunda embarcação da Classe London, depois do HMS London e seguido pelo HMS Venerable, HMS Queen e HMS Prince of Wales. Sua construção começou em março de 1898 no Estaleiro Real de Devonport e foi lançado ao mar em outubro do mesmo ano, sendo comissionado na frota britânica em março de 1902. Era armado com uma bateria principal composta por quatro canhões de 305 milímetros montados duas torres de artilharia duplas, tinha um deslocamento carregado de dezesseis mil toneladas e alcançava uma velocidade máxima de dezoito nós (33 quilômetros por hora).
O Bulwark teve um início de carreira tranquilo e sem grandes incidentes, com suas principais atividades consistinto em exercícios e manobras de rotina. Passou seus primeiros anos de serviço como a capitânia da Frota do Mediterrâneo, retornando para casa em 1907 e pelos três anos seguintes atuou na Frota do Canal e Frota Doméstica, em seguida sendo colocado na reserva. A Primeira Guerra Mundial começou em 1914 e o navio foi trazido de volta à ativa, escoltando a Força Expedicionária Britânica até a França. O navio foi destruído em 26 de novembro por uma enorme explosão interna próximo de Sheerness, provavelmente causada pelo aquecimento de cargas de cordite.